# سكيب جيمس (لاعب محترف لكرة القاعدة)
سكيب جيمس (بالإنجليزية: Skip James)‏ هو لاعب محترف لكرة القاعدة ‏ أمريكي، ولد في 21 أكتوبر 1949 في إلمهورست في الولايات المتحدة.

## وصلات خارجية
- سكيب جيمس على موقع الدوري الياباني لكرة القاعدة (الإنجليزية)
- سكيب جيمس على موقعبيزبول رفرنس.كوم (الدوري الرئيسي) (الإنجليزية)
- سكيب جيمس على موقعبيزبول رفرنس.كوم (الدوري الثانوي) (الإنجليزية)
- سكيب جيمس على موقع إي إس بي إن.كوم (أم.أل.بي) (الإنجليزية)
- سكيب جيمس على موقع مشجعي الرسوم البيانية (الإنجليزية)